# 丹麥皇家劇院
丹麥皇家劇院（丹麥語：Det Kongelige Teater）是位於丹麥首都哥本哈根的一座表演場地。

## 历史
修建於1874年。丹麥皇家劇院成立於1748年，最初是為國王服務的表演機構，後成為丹麥的國立表演機構。丹麥皇家劇院上演歌劇、芭蕾舞和交響樂等文化活動。丹麥皇家劇院受丹麥文化部管轄。

## 外部連結
- Official website（页面存档备份，存于） （英文）
- 官方网站 Template:Dk icon
  - Skuespilhuset
  - The Royal Danish Theatre and HC Andersen